# Apps.education.fr
Apps.education.fr est une plateforme libre développée au sein de la Direction du numérique pour l'éducation proposant un ensemble d'outils numériques aux enseignants et aux agents du ministère français de l'Éducation nationale.

## Présentation
Née en 2019, la plateforme est lancée officiellement en version bêta en avril 2020 pour aider les enseignants à faire face au premier confinement lié à la pandémie de Covid-19.
Le projet Apps a aussi bénéficié d'un soutien de la DINUM, anciennement DINSIC, lors de l'appel à projet pour des Designers d’Intérêt Général, appel à projet visant à améliorer l'expérience des citoyens aux services publics numériques.
La cible d'Apps étant l'ensemble des personnels de l'Éducation Nationale, cela a été considéré comme étant un public suffisamment large pour être éligible à l'appel à projet.
Apps a donc bénéficié de deux designeuses UX avec comme cible un portail d'accès unique pour l'ensemble des agents.
Le portail Apps est développé par l'équipe du Pôle de compétences Logiciels Libres de la DNE, basée dans l'académie de Dijon. Cette équipe développe notamment la solution EOLE.
Parmi les services intégrés, on trouve de nombreux logiciels libres tels que Nextcloud, Etherpad (remplacé depuis par CodiMD), PeerTube ou BigBlueButton. À noter que parmi ces logiciels, certains reçoivent un soutien du ministère, par le financement du développement de nouvelles fonctionnalités,.
En septembre 2022, près d’un million d’euros ont été investis dans le projet.
Le passage de la version bêta à la version définitive s'est déroulé entre mai 2022 et fin septembre 2022, afin de permettre aux personnels de transférer notamment leurs vidéos et fichiers stockés dans Nextcloud.
Fin septembre 2022, il y avait 35 000 vidéos stockées dans les Peertubes et plus de 112 700 fin 2023, concernant Nextcloud ce sont plus de 100 millions de fichiers déposés[source secondaire souhaitée].

## Développement et exploitation des services
Le développement et l'exploitation des composants du portail sont confiés à différentes équipes du ministère de l'Éducation nationale et de la DINUM.
Le pôle de Compétences Logiciels Libres développe le portail principal (LaBoite), la gestion des groupes et des profils publics (Mezig), le blog, l'agenda, les outils de planification de réunion, de réservation de créneaux et de création de questionnaires ainsi qu'un raccourcisseur d'URL basé sur l'outil shlink. Il gère également la brique d'authentification Keycloak (en) et l'éditeur collaboratif CodiMD. Ces outils ainsi que de nombreux autres services additionnels peuvent être déployés indépendamment de Apps.education.fr grâce à l'outil de déploiement fourni pour EOLE³.
Le service de stockage et partage de fichiers basé sur NextCloud et nommé Nuage est proposé par les Directions des systèmes d'information de l'académie de Versailles et de l'académie de Guyane.
L'hébergement de vidéos basé sur PeerTube, appelé tout simplement Tubes, est géré par la Direction des systèmes d'information (DSI) et la Délégation Régionale Académique au Numérique Éducatif (DRANE) de la région académique Grand-Est.
Le Pôle national de compétences FOAD propose quant à lui le service de visioconférence Visio-Agents, l'espace collaboratif Tribu et la plateforme de dépôt et de consultation de vidéos PodEduc.
Depuis 2024, la forge des communs numériques éducatifs ou LaForgeEdu fournit un espace de travail collaboratif basé sur GitLab à la communauté enseignante, avec le soutien de la région académique Auvergne-Rhône-Alpes (AURA), en partenariat avec l'Association des enseignantes et enseignants d'informatique de France (AEIF).
Le portail permet également d’accéder à des services hébergés par RENATER : Evento (planification d'événements), Filesender (transfert de fichiers volumineux), Rendez-vous (webconference) et par la DINUM : Tchap (messagerie instantanée), France Transfert (envoi de fichiers volumineux).